# Ryszard Waśko
Ryszard Waśko (ur. 21 lutego 1947 w Nysie) – polski artysta, pracujący w wielu dziedzinach sztuki, takich jak fotografia, film, sztuka wideo, instalacja, malarstwo i rysunek. Ryszard Waśko to jeden z najważniejszych współczesnych konceptualistów. Jest także kuratorem oraz organizatorem wystaw i różnorodnych wydarzeń artystycznych. Żyje i pracuje w Berlinie.

## Pierwszy etap twórczości

### Warsztat Formy Filmowej (1970-1977)

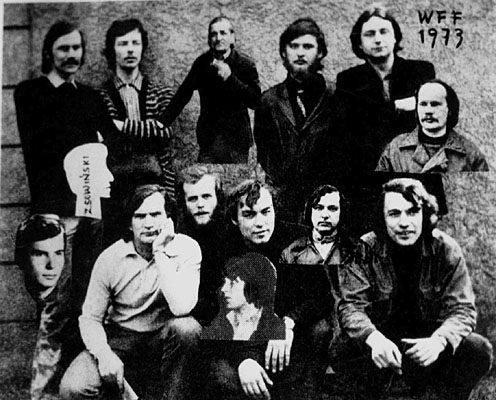
Członkowie Warsztatu Formy Filmowej (1973)

Urodził się w Nysie. Tak naprawdę chciał studiować malarstwo na krakowskiej ASP, dlatego też pobierał prywatnie lekcje rysunku. Gdy jednak zdał do „Filmówki” w Łodzi, zrezygnował z kariery malarza na rzecz kariery operatorskiej. Studiował tam w latach 1970-1975. Jego droga twórcza rozpoczyna się poniekąd wraz z przystąpieniem do Warsztatu Formy Filmowej, legendarnej grupy studenckiej przy łódzkiej „Filmówce” (do której należeli także jeden z najbardziej znanych artystów sztuki wideo Józef Robakowski i performer Paweł Kwiek, a także najsłynniejszy polski eksport filmowy, Zbigniew Rybczyński). „Warsztatowcy” byli awangardowym zgrupowaniem malarzy, filmowców, krytyków, poetów, filozofów i naukowców, którzy eksperymentowali w dziedzinie filmu i fotografii. Po skończeniu studiów Waśko pracował w Szkole Filmowej jako wykładowca i asystent (m.in. Andrzeja Kondratiuka).

### Wczesna twórczość
To w czasie członkostwa w „Warsztacie” powstały rewolucyjne prace fotograficzne Waśko, takie jak Fotografia czterowymiarowa czy Portret pocięty oraz filmy: Zaprzeczenie, Prosto-Krzywo, 30 sytuacji dźwiękowych i Układ 1-36. I to „Warsztatowcy” w latach 70. Jako pierwsi w Polsce eksperymentowali ze sztuką wideo i instalacji. Waśko zrealizował wtedy znane video-instalacje takie jak Róg czy Zmęczenie Mojej Nogi. Po dziesięciu latach pracy twórczej w dziedzinie filmu i fotografii, Waśko powrócił do wcześniej obranej drogi i do malarstwa. „Wasko discovered himself as an artist and learned how to cope with everyday life with a greater vision of the world than simply the provincial circumstances of life.” Opuścił Warsztat Formy Filmowej i zajął się sztuką konceptualną. „After studying film-making at the Academy in Lodz in the late sixties, Wasko went on to become one of Poland’s leading conceptualists, working as a pioneer in the media of video and photography. Much of this work focused on dense mathematical structures involving sequences of time and reality.”. Tak naprawdę jego twórczość należy rozpatrywać jak połączenie dwóch dziedzin: filmu i fotografii z malarstwem. „(...) charakter zarówno całościowo pojmowanej twórczości Ryszarda Waśki, jak i poszczególnych jego dzieł jest najczęściej wyznaczany przez relacje międzyrodzajowe, intermedialne. Dzieła te bowiem uruchamiają sieć relacji intertekstualnych zarówno na poziomie ogólnych wyznaczników strukturalno-ontologicznych, jak i na poziomie typów percepcji oraz reguł interpretacyjnych. Mówiąc inaczej, aby uchwycić dzieło należące do określonego rodzaju artystycznego w jego swoistości, należy odwołać się do jego cech nieswoistych, bo należących do właściwości charakterystycznych dla innego rodzaju sztuki.”

### Pierwsze sukcesy
W latach 70. Ryszard Waśko wziął udział między innymi w następujących wystawach: XII Biennale w São Paulo, documenta 6, trzecim festiwalu awangardy filmowej w Londynie, Biennale w Sydney, XI Biennale w Paryżu, V Biennale Form Przestrzennych. W 1979 stworzył także Archiwum Myśli Współczesnej, swoiste forum sztuki i wymiany myśli.

## Konstrukcja w Procesie (1981)

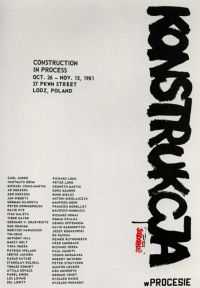
Konstrukcja w Procesie, plakat 1. wystawy

„It is impossible (...) to separate his activities as an artist (as a maker of installations, as a creator of paintings and works on paper) from his other endeavors as a curator, organizer, teacher, writer, agitator (...).”
Organizowane od 1974 r. na „własną rękę” wyjazdy na Zachód i nawiązywane tam kontakty z innymi artystami, przyczyniły się do tego, iż jako jeden z niewielu ówczesnych polskich artystów był reprezentowany na świecie przez zachodnią galerię, słynną galerię m w Bochum, która lansowała wtedy takich artystów jak Richard Serra czy Arnulf Reiner. W 1980 roku, jako jedyny twórca zza tzw. Żelaznej Kurtyny wziął udział w wielkiej wystawie Pier + Ocean (sztuka lat 70.), w Hayward Gallery w Londynie, która zainspirowała go do zorganizowania podobnej wystawy w Polsce. Gdy w 1981 roku zaprosił do Łodzi do udziału w wystawie Konstrukcja w Procesie, m.in. Sol LeWitta, Richarda Longa, Richarda Serrę, Iana Dibbetsa, Carla Andre, Dana Grahama (i wielu innych twórców zapoznanych na zachodzie) i artyści ci przyjęli jego zaproszenie, to stała się rzecz wydawałoby się niemożliwa do zrealizowania, powstała bowiem pierwsza międzynarodowa wystawa sztuki współczesnej w Polsce, niezależna, zorganizowana poza strukturami państwowymi (które de facto kontrolowało wtedy wszystkie publiczne wydarzenia).

Konstrukcja w Procesie stała się pierwszą z serii wystaw, których specyfika polega na tym, że artyści tworzą dzieła sztuki na miejscu. „(...) it was an important, and in fact crucial, event in the Polish arts scene of that era”. Artyści zaproszeni na Konstrukcję w Procesie zapraszali z kolei innych artystów, co nadawało tym wydarzeniom bardzo otwarty i dynamiczny charakter. „The event became a symbolic alternative to larger institutional art events, including high-powered state and corporate-sponsored biennials and market-driven art fairs.”. W ciągu 20 lat udział wzięli między innymi Brian O’Doherty, Dennis Oppenheim, Lawrence Weiner i Richard Nonas. Po pierwszej wystawie powstała Kolekcja Solidarności, w której znajdują się dzieła wykonane właśnie w 1981 roku. „Wasko continued to produce international events into the nineties, including two additional projects in Lodz (1990 and 1993), one in Israel (1995), one in Australia (1997), and another,(...) in the small town of Bydgoszcz in north central Poland (2000).”. W 2006 roku, 25 lat po pierwszej edycji, Ryszard Waśko otworzył w Łodzi Muzeum Konstrukcji w Procesie. Dwa lata później, na skutek pękniętej rury, doszło do zalania wodą, co groziło zniszczeniem kolekcji, więc przekazano ją na ręce Muzeum Sztuki w Łodzi.

## Emigracja (1983-1993)

### Rozwój twórczości
Na przełomie lat 80. Waśko niejako przeniósł swoją sztukę ze sfery fotografii i filmu i wszedł na teren malarstwa, tworzenia nowego typu obiektów (które nazwał rzeźbami czasowymi) oraz wkroczył w działania z szeroko rozumianą przestrzenią (najdobitniej wyrażało się to w jego idei „ulicy”). Przejście od filmu do obrazu było dość płynne, albowiem pierwsze prace stanowiły próbę zapisu rzeczywistości filmowej w formie rysunków i obrazów na kartonie (Film hipotetyczny, Broken Film). „For many years, austere, yet gorgeous, works on paper have been a big part of Wasko’s oeuvre.” Gdy jednak wskutek zaistniałej sytuacji politycznej w Polsce Waśko został zmuszony do emigracji, jego twórczość zmieniła się diametralnie. W 1985 roku otrzymał stypendium DAAD i zamieszkał w Berlinie, gdzie otrzymał dość pokaźną pracownię i jego obrazy zaczęły wchodzić w przestrzeń (instalacja Homage for the Street zrealizowana dla Ruine der Künste w Berlinie).
Przyjaźń z innymi berlińskimi artystami, a przede wszystkim z jednym z pionierów ruchu Fluxus – Emmettem Williamsem, czy znanym galerzystą René Blockiem wpłynęły pod koniec lat 80. znacznie na nowy etap twórczości i działalności Waśki. Także kontakt z tzw. twórczością zachodnią (szczególnie fascynacja dziełami Jacksona Pollocka, Barnetta Newmana, Josepha Beuysa i Marcela Duchampa) oraz nowe lektury (Mistrz Eckhart, Carl Gustav Jung) i wielokrotne podróże do USA i Australii zapoczątkowały kolejny etap w jego twórczości w postaci zastosowania kompletnie nowych materiałów, „naturalnych”, takich jak sadza, pigment, złoto, srebro, piasek, rdza, mleko, wosk i temu podobne (Man in the night, Event with soot and gold, Red rock at dawn). „W przypadku Waśki najistotniejszą modyfikacją stało się sięgnięcie po odmienne niż poprzednie materiały. (...) zwrócił się ku środkom najprostszym, „ubogim”, o pochodzeniu naturalnym.”

### Kariera kuratorska
Niemniej ważkim elementem twórczości Waśko była nadal jego działalność artystyczno-kuratorska. W latach 1990–1992 był dyrektorem artystycznym P.S.1 Museum i Clocktower Gallery, jednych z najważniejszych wówczas placówek artystycznych w Nowym Jorku. Brał udział w wielu wystawach grupowych jak na przykład w Centre Georges Pompidou w Paryżu, Kunsthalle w Hamburgu i Biennale w Wenecji (1991, 1999, 2001, 2007). Jednocześnie wykładał na wielu renomowanych uczelniach, m.in. w St. Martin’s School of Art w Wimbledonie, Hochschule der Künste w Berlinie i Freie Kunstakademie w Essen. Fundacja Pollock-Krasner Foundation nagrodziła Ryszarda Waśko trzy razy (1988, 1993, 1998).

### Międzynarodowe Muzeum Artystów
W 1990 r. Waśko założył Międzynarodowe Muzeum Artystów (z główną siedzibą w Łodzi) pomyślane jako niezależne miejsce wystaw, spotkań, wymiany myśli – prowadzone przez artystów i dla artystów. W latach 90. Muzeum Artystów rozwinęło swoją sieć biur, m.in. w Nowym Jorku, Tel Awiwie, Berlinie, Moskwie, Melbourne, poprzez które zrealizowało ponad 100 międzynarodowych wystaw i działań z udziałem setek artystów z całego świata. W wyniku wyborów zmienił się układ polityczny w Łodzi i sprzedano budynek Muzeum mieszczący się przy ulicy Tylnej 14 prywatnym inwestorom (1998), gdyż międzynarodowa społeczność artystyczna nie była w stanie zebrać wymaganej przez miasto sumy, a nowe władze miasta nie podzielały entuzjazmu dla sztuki swoich poprzedników. Przepiękny ogród rzeźb uległ zniszczeniu, jedynie praca Sol LeWitta wciąż stoi na swoim dawnym miejscu.„His paradoxical brand of conceptual humanism has always been toward developing a better world and more spiritually-oriented environment for artists in which they can produce work outside of marketing restrictions, and thus communicate ideas that will benefit common people.”

## Łódź (1993-2008)

### Artysta, kurator, profesor
W 1993 Waśko wrócił na stałe do Łodzi. Waśko był w tym czasie nie tylko prezesem Międzynarodowego Muzeum Artystów. W 1997 został obrany prezydentem International Artists Forum (IKG). W 2004 roku został profesorem przy Valand School of Fine Arts w Göteborgu (w Szwecji).

Jego prace pokazywano przede wszystkim w Europie (m.in. Tate Modern Gallery w Londynie) i Stanach Zjednoczonych (m.in. Museum of Modern Art w Nowym Jorku).

### Łódź Biennale
Efektem działań związanych z Konstrukcją w Procesie i Muzeum Artystów było także zainicjowane przez Waśko renomowane Łódź Biennale 2004, pierwsze biennale sztuki nowoczesnej w Europie Środkowo-Wschodniej, i powstałe w wyniku tego Lodz Art Center w 2005 roku.

### Twórczość dojrzała
Podczas gdy w latach 90. Waśko rozwijał w swojej twórczości idee poczęte na emigracji i wtedy powstały najbardziej znane jego instalacje z wykorzystaniem plastikowych róż (Mały Różany Ogród w Zachęcie w 1997 roku) oraz realizacje oparte na bezpośrednim działaniu, jak na przykład gotowanie zupy (Meal for the Rich & Poor), około 2000 roku artysta znowu sięgnął do swych „korzeni”: do fotografii i filmu (I am telling you a secret, So What?). Tym razem jednak nie były celem samym w sobie, a jedynie środkiem pomocniczym, nośnikiem informacji. Bowiem Waśko to artysta intermedialny: „Dzieło tego artysty nie mieści się w ramach żadnego z uprawianych przez niego rodzajów artystycznych, lecz swobodnie przekracza granice pomiędzy nimi. Poszczególne realizacje, natomiast, jeśli pozostają nawet – ze względu na zastosowane tworzywa i ogólne wyznaczniki rodzajowe – w ramach określonej odmiany sztuki, to i wówczas nie pozwalają się wytłumaczyć poprzez odwołanie do charakterystyki tej dziedziny artystycznej, która właśnie jest w nich aktualizowana. Przeciwnie, nader często podstawowe zasady strukturujące poszczególne artefakty wywodzą się z innego rodzaju niż ten, w ramach którego dzieła te zaistniały i gdzie bylibyśmy skłonni je ulokować.” Ważną cezurę w twórczości Waśki odegrał atak terrorystyczny na wieże WTC tzn. wpływ jaki to wydarzenie miało na mass-media (seria prac pt. Breaking News). Także kwestie dotyczące intymności i prywatności w dobie powszechnej komputeryzacji znalazły się w kręgu jego zainteresowań. Do głosu doszły dawne doświadczenia związane z tradycyjnymi materiałami artystycznymi w postaci obrazów olejnych (Intimate paintings, Tv Stories) i enkaustycznych (Bedtime Stories i Nasty Bedtime Stories).

## Ponownie Berlin (2008)
W 2007, wraz z żoną Marią Waśko, zdecydował się na powrót do Berlina, gdzie mieszkają od 2008 roku.
Wystawa retrospektywna pod tytułem Ryszard Waśko, Łódź – Berlin, prace z lat 1971-1996 w Muzeum Historii Miasta Łodzi to jedna z ostatnich wystawa indywidualnych Ryszarda Waśko w Polsce. Wystawa pt. Contemporary Portrait (Portret współczesny) w berlińskiej galerii Haus am Lützowplatz to jego pierwsza wystawa indywidualna w tym mieście od powrotu: „Ryszard Wasko zeigt in seiner gleichnamigen Malereiausstellung Bilder von Personen, die ihre Identität verbergen. Farbenfroh in Warhol'scher Plakativität verschwinden hier auch die letzten Details. Doch sind es Armeen oder vervielfältigte Individuen? Die Persönlichkeit wie das Anliegen bleiben bei Wasko auf der Strecke und der Hintergrund verschwimmt zu einem psychedelischen Farbenmeer.”

„The entire trajectory of Ryszard Wasko’s career has comprised a substantial, in many ways risk-taking and innovative, extension and enlargement of the role of the artist. (...) He is, in fact, one of those figures who consistently shakes things up and pushes the borders of the possible, certainly with a sense of mission, but also with humor and verve.”

## Odznaczenia i nagrody
- W 2007 został odznaczony Krzyżem Kawalerskim Orderu Odrodzenia Polski przez Prezydenta RP Lecha Kaczyńskiego[6].
- W 2009 został odznaczony przez ministra kultury i dziedzictwa narodowego Bogdana Zdrojewskiego Srebrnym Medalem „Zasłużony Kulturze Gloria Artis”[7].

## Galeria

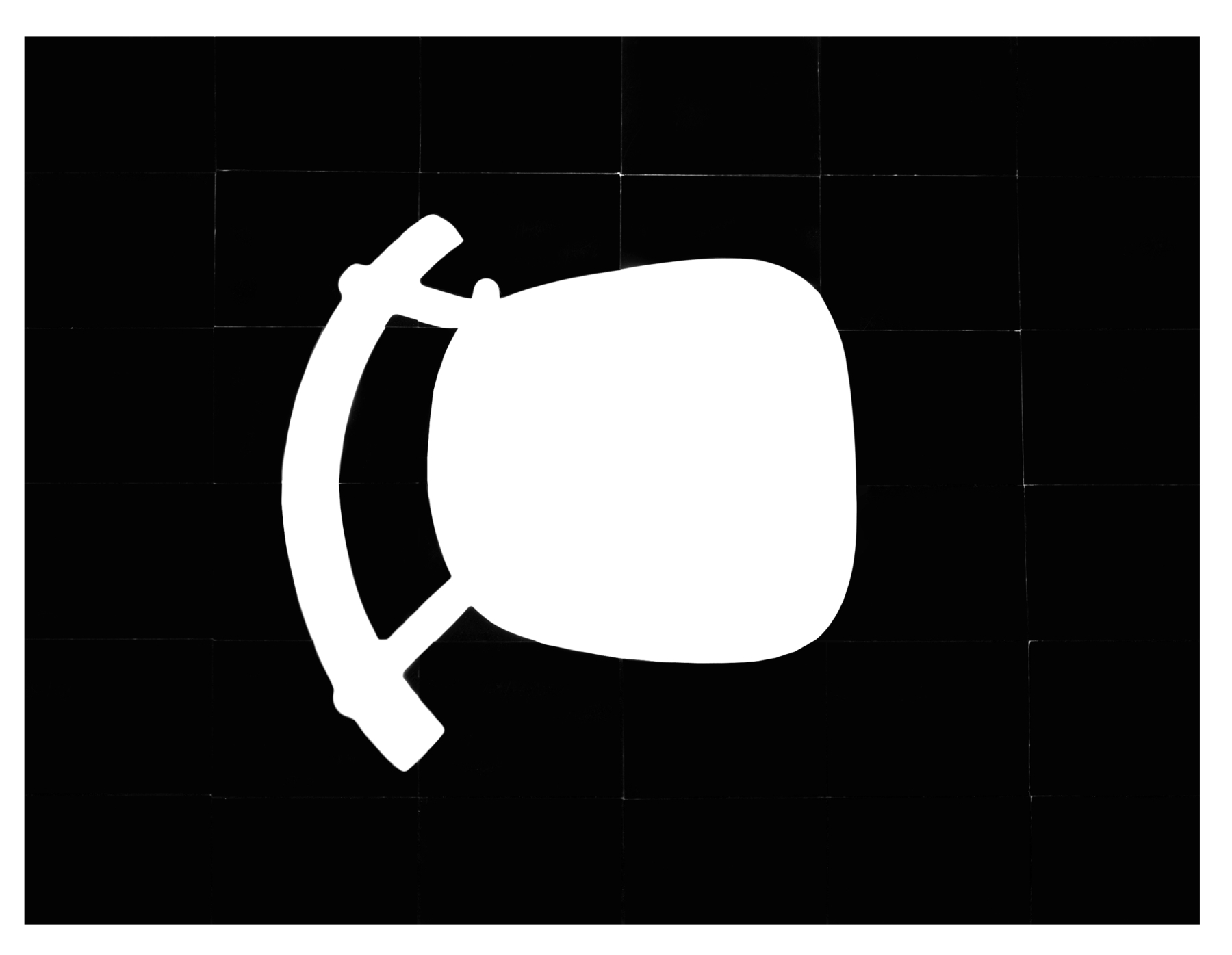
Krzesło I (1971) fotografia
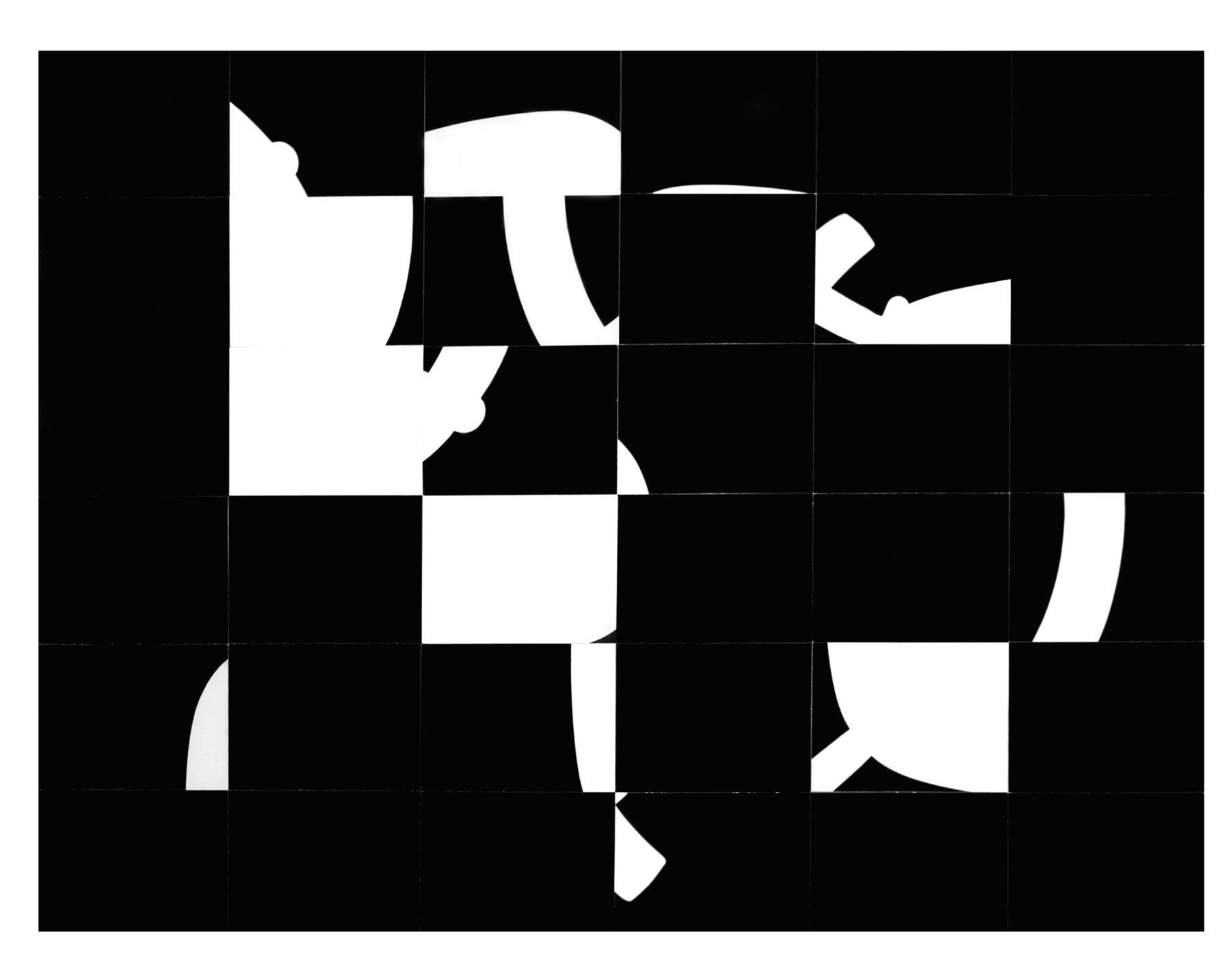
Krzesło II (1971) fotografia
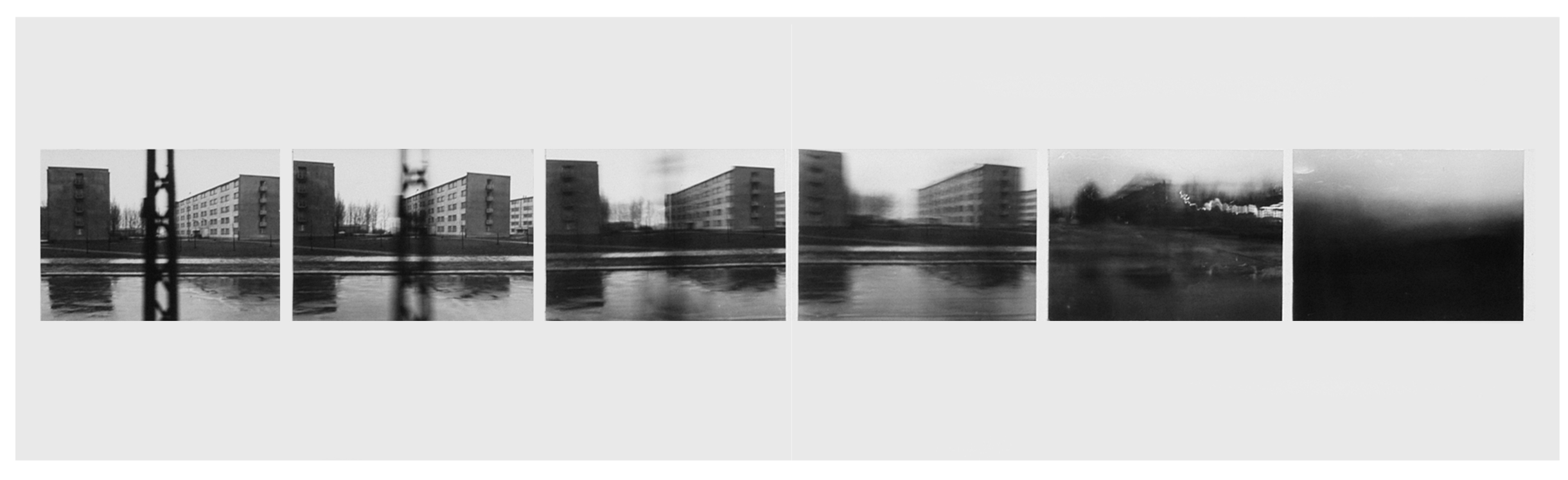
Fotografia czterowymiarowa II (1972) fotografia
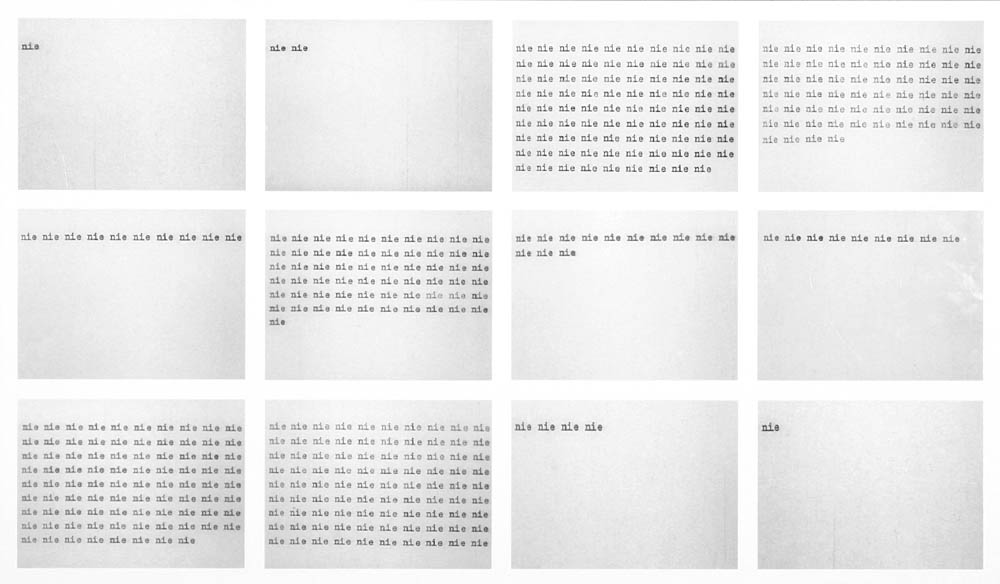
Zaprzeczenie (1973) kadry z filmu
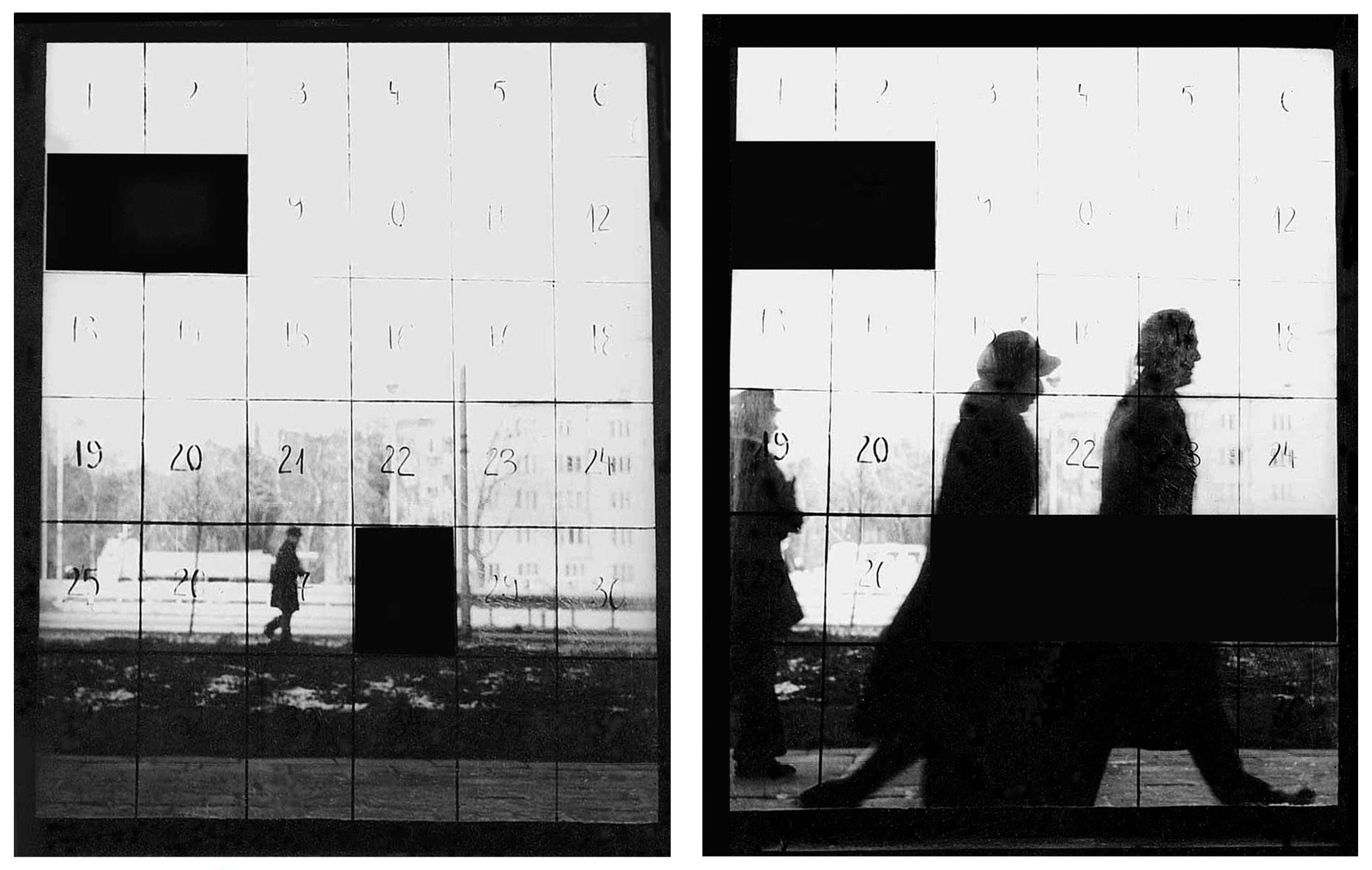
Akcja na szybie (1975) happening w Galerii Remont, Warszawa
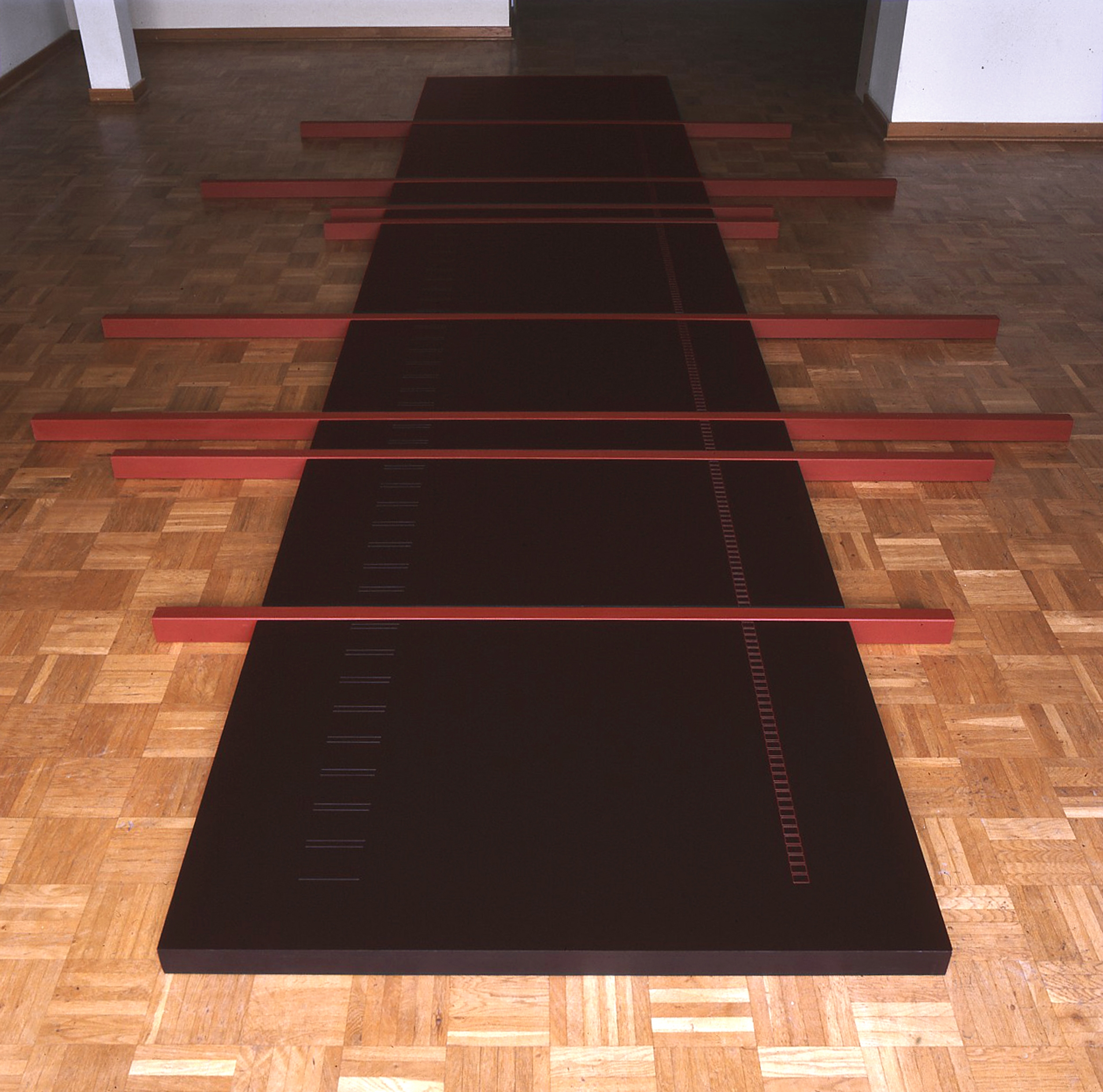
Discontinous Sculpture (1985) akryl na drewnie
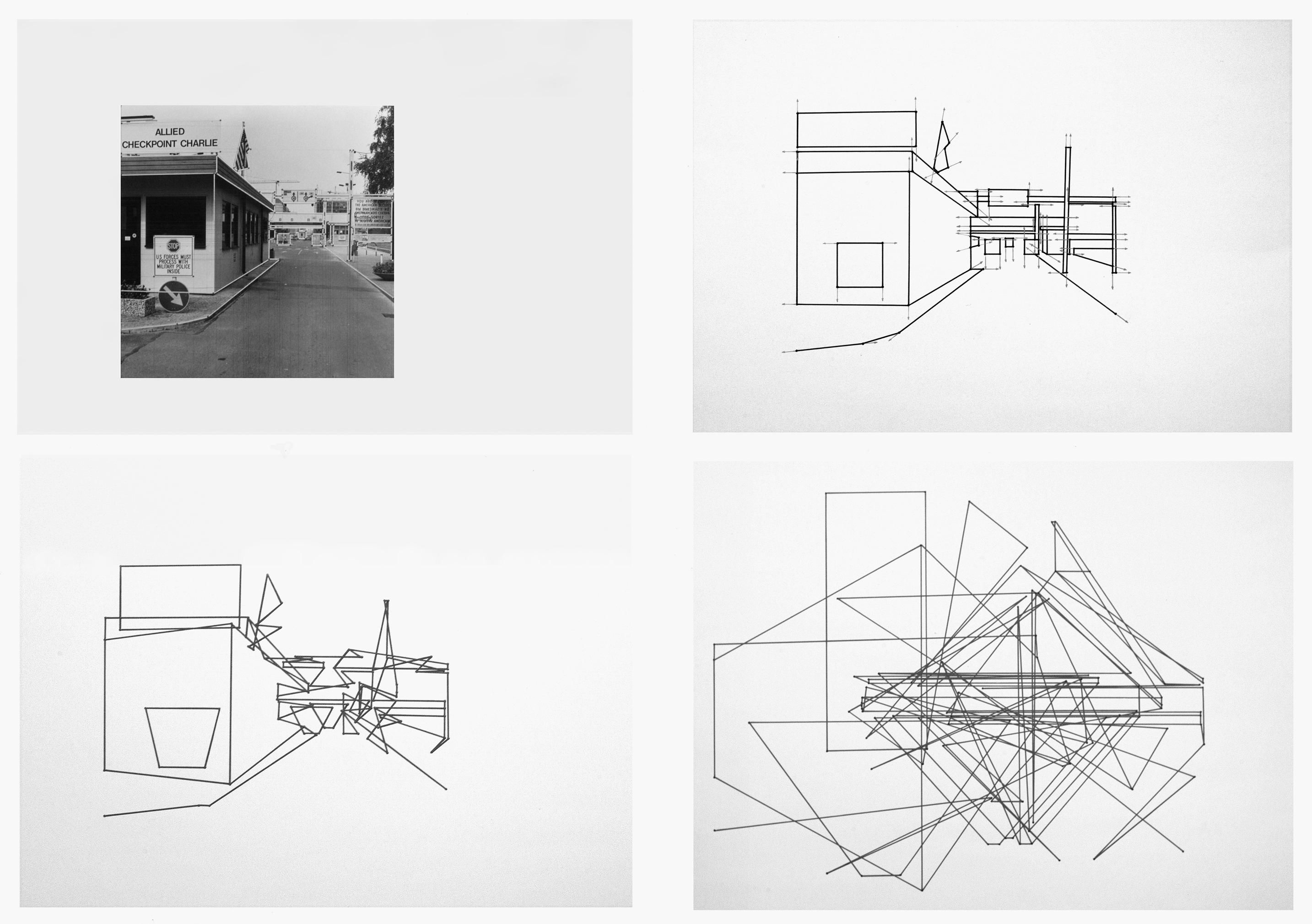
Hypothetical Checkpoint Charlie (1988) akryl na fotografii i kartonie
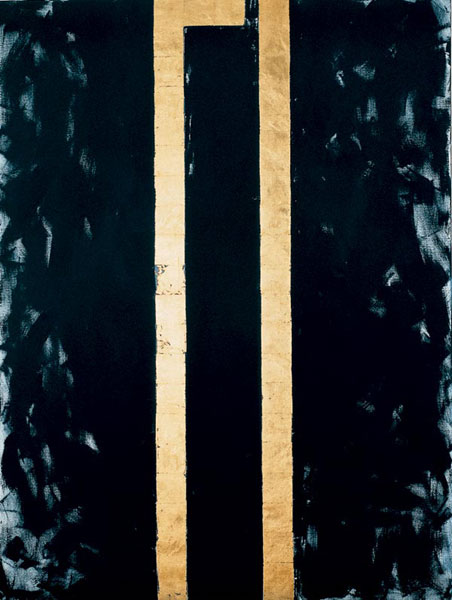
Mężczyzna w nocy (1988) obraz (sadza, płatki złota, olej na płótnie) dedykowane Barnettowi Newmanowi
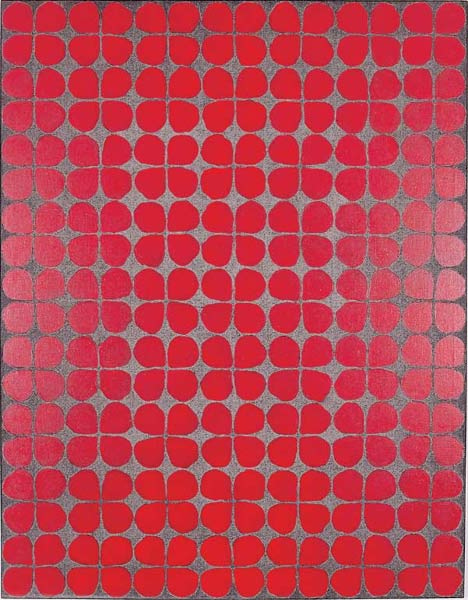
Mały różany ogród (1993) obraz
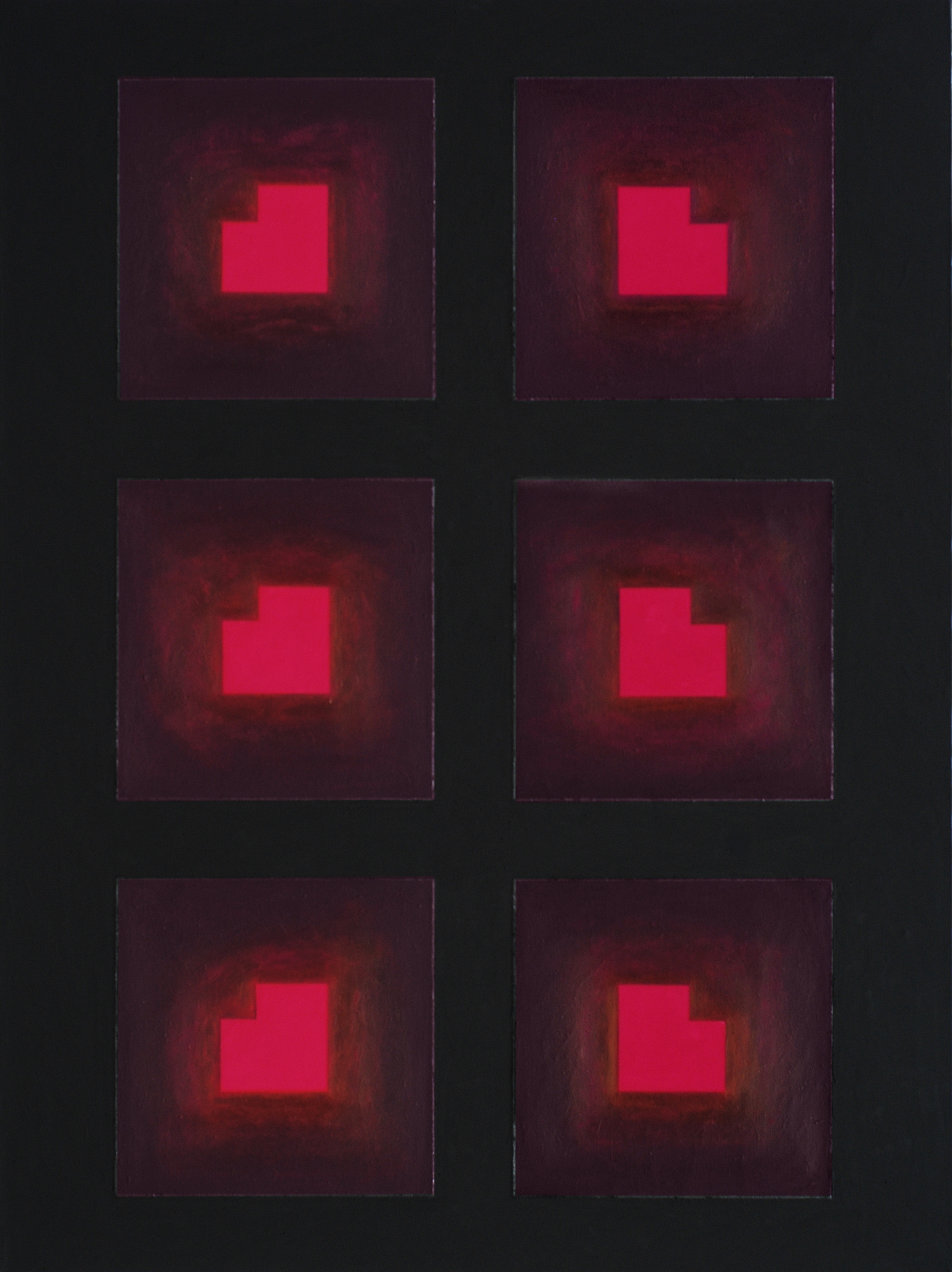
Red Rock at Dawn (1994) obraz
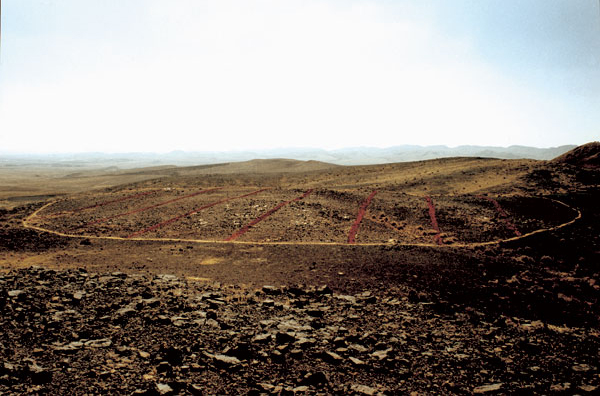
7 Paths of Roses (1995) obraz z piasku pustynia Negew, Izrael praca powstała na V Konstrukcję w Procesie
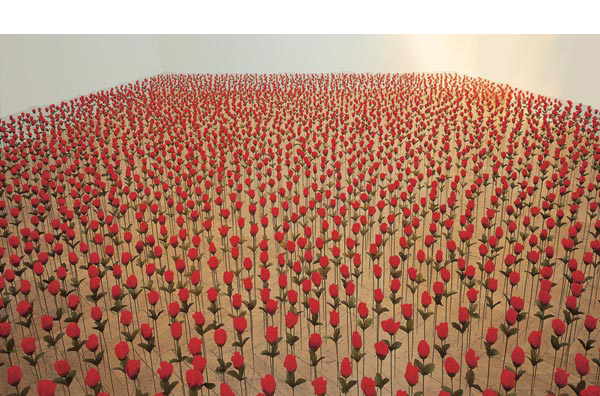
Mały różany ogród (1997) instalacja z 4000 plastikowych róż w warszawskiej Zachęcie
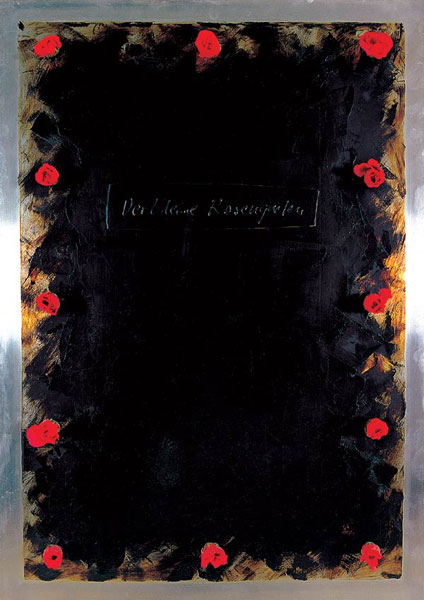
Mały różany ogród (1997) plastikowe róże, asfalt na płycie aluminiowej
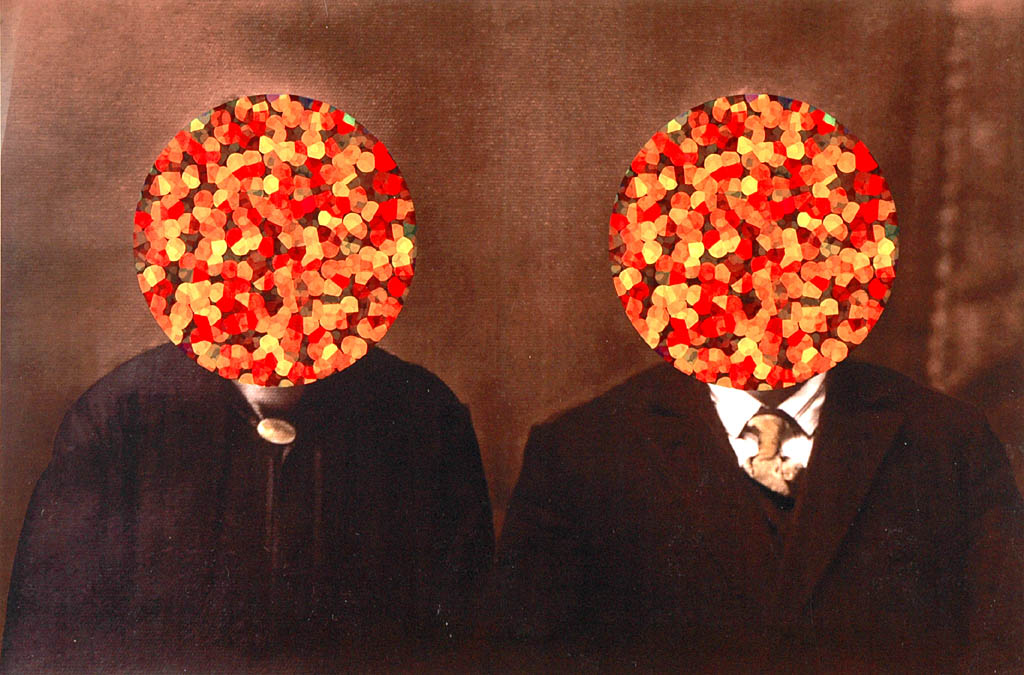
Monidło dla Polski na XXI wiek (2000) fotografia cyfrowa na płótnie z serii Flower Power
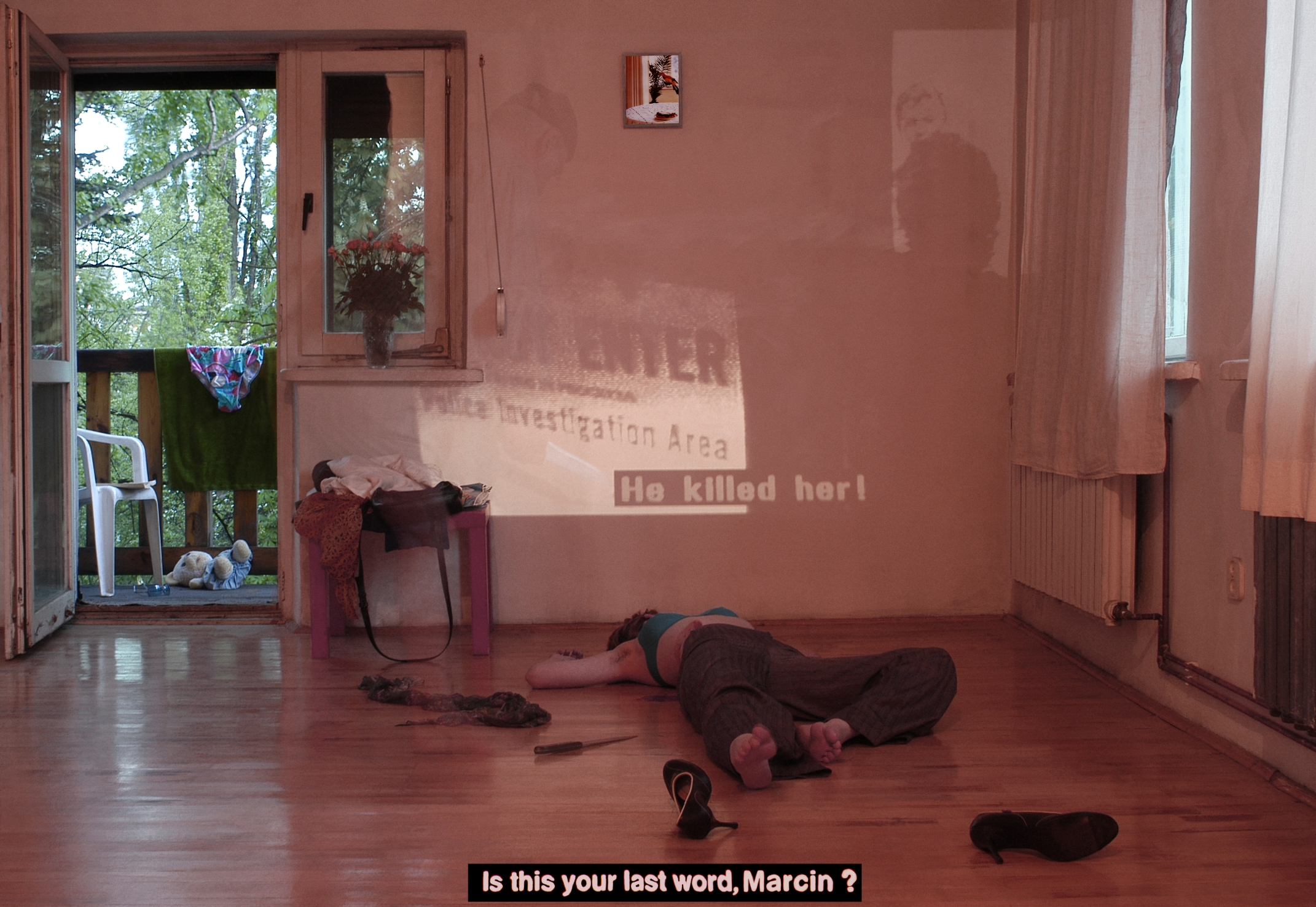
I am telling you a secret (2004) fotografia cyfrowa seria
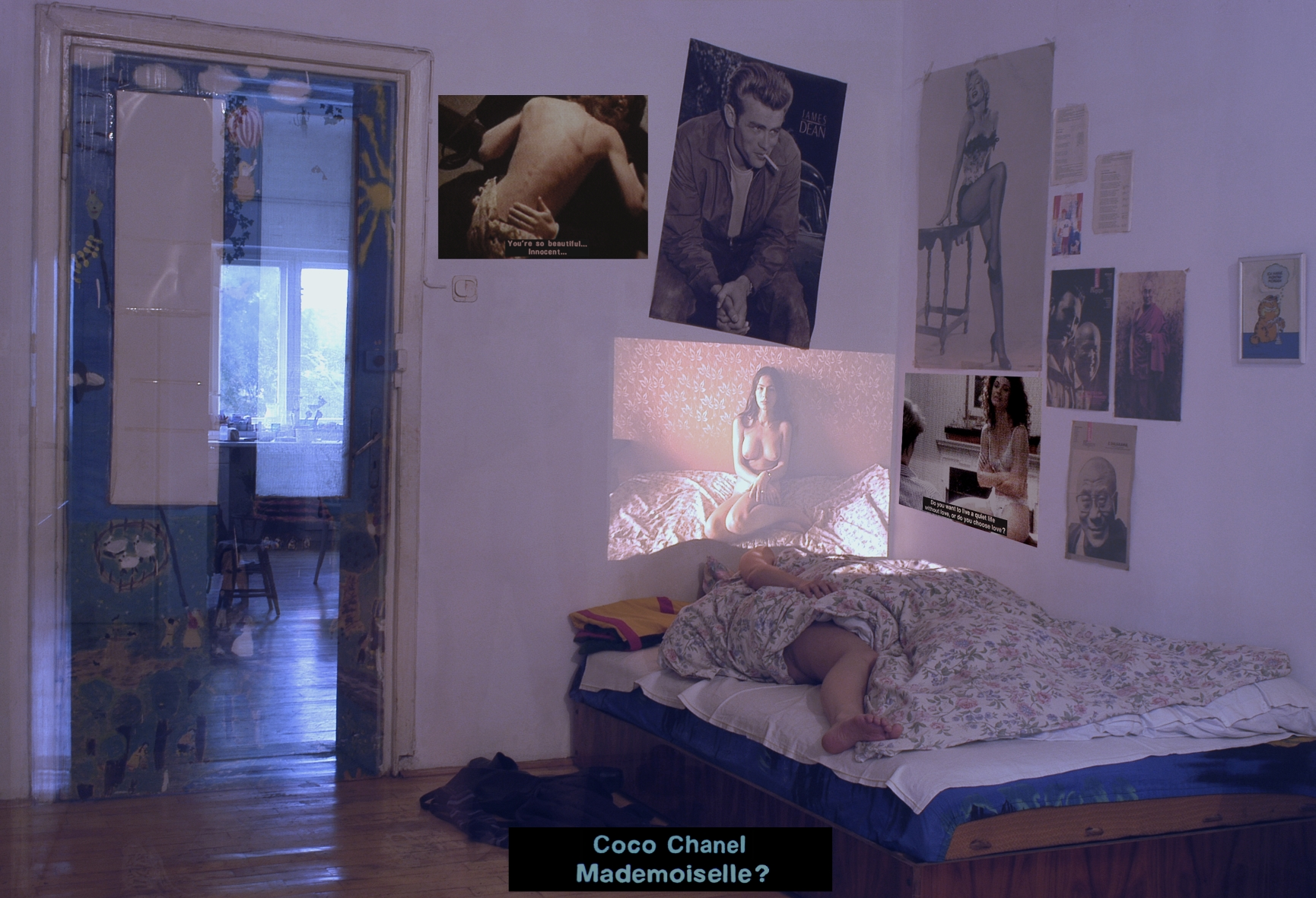
I am telling you a secret (2004) fotografia cyfrowa seria
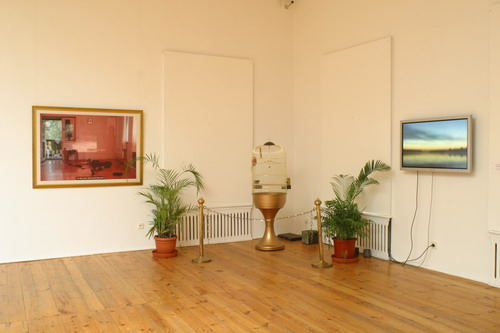
Marcel, albo sen z papugą (2004) instalacja Łódź Biennale
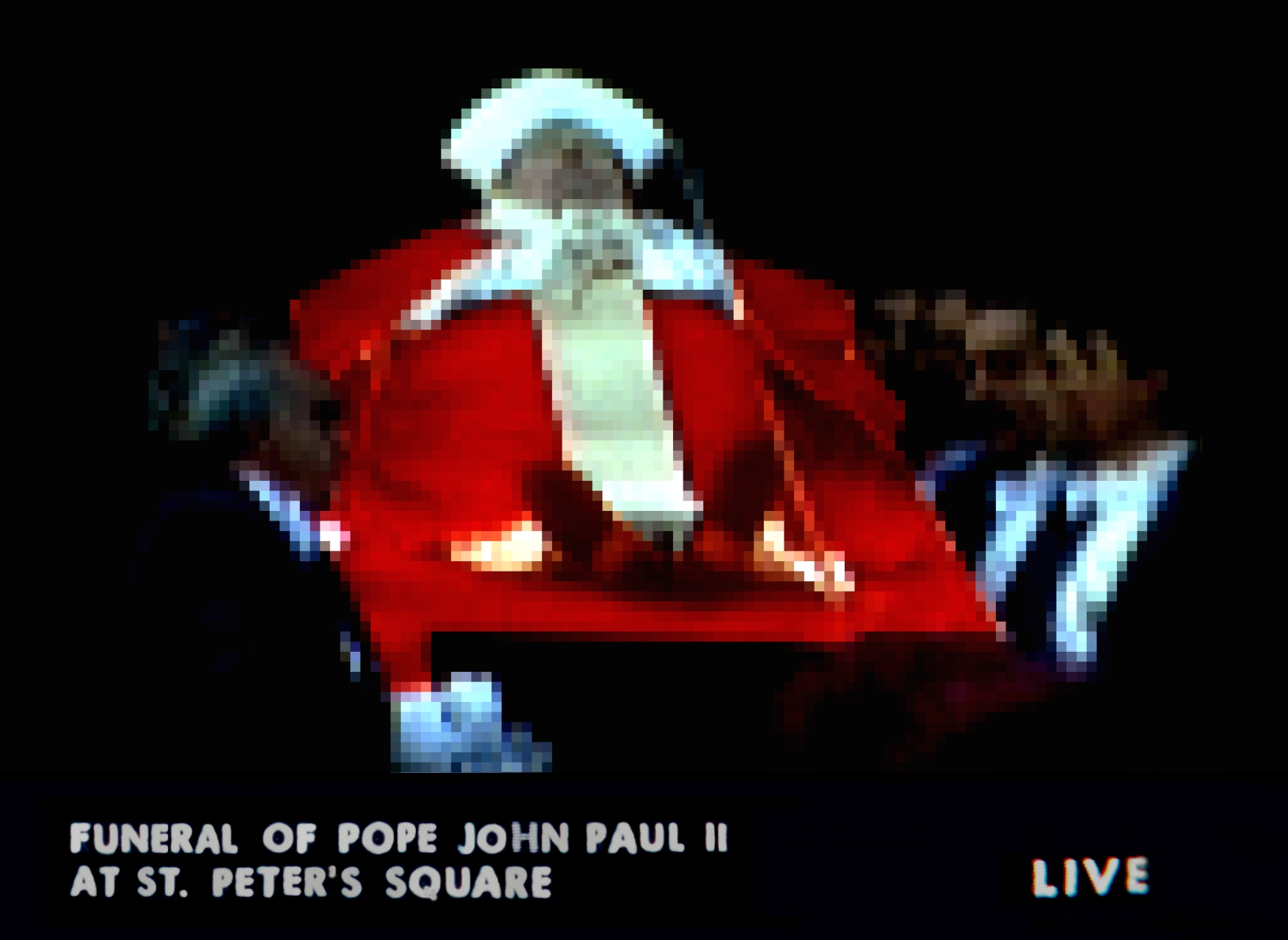
TV Stories (2006) olej na płótnie seria
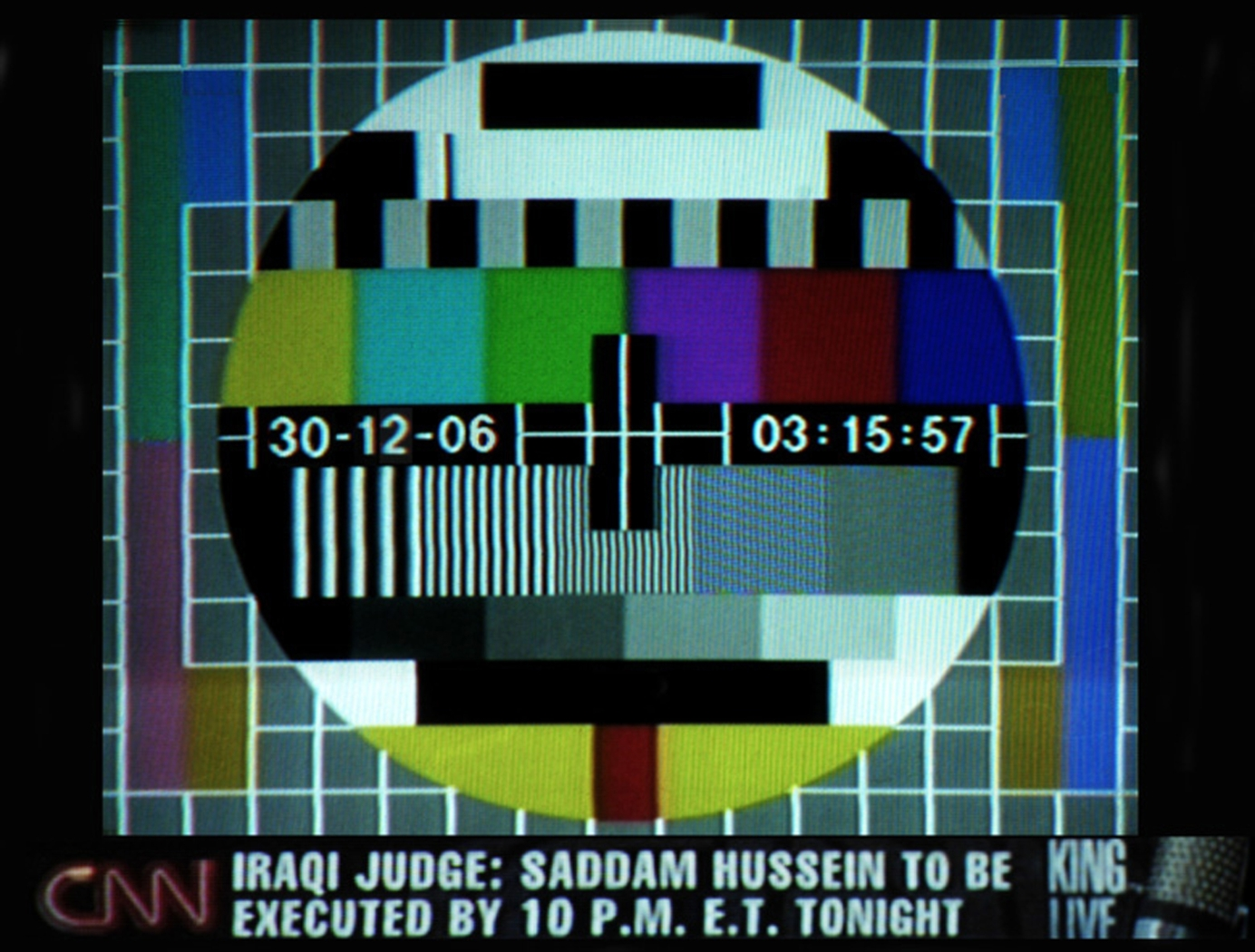
TV Stories (2006) olej na płótnie seria